# Yevhen Malyshev
Yevhen Valentinovich Malyshev (Carcóvia, 10 de março de 2002 — Oblast de Carcóvia, 1 de março de 2022) foi um biatleta e soldado ucraniano que morreu durante a invasão russa da Ucrânia.

## Biografia
Yevhen Malyshev nasceu em 2002.
Em 2018-2019 e 2019-2020, foi membro da equipe nacional júnior da Ucrânia no biatlo. Ele participou dos Jogos Olímpicos de Inverno da Juventude de 2020 em Lausanne, Suíça, com os treinadores SI Solodovnyk e VE Spitsyn.
Malyshev se aposentou do biatlo em 2020. Ele se alistou nas forças armadas da Ucrânia.
Malyshev morreu no dia 1 de março de 2022, em Kharkiv, defendendo sua cidade natal durante a invasão russa da Ucrânia.